# Venedico Caccianemico
Venedico dell'Orso, detto Caccianemico (Bologna, 1228 – 1302), è stato un politico italiano.

## Biografia
Tra i maggiori esponenti della fazione guelfa della sua città fu a capo della consorteria dei Geremei. Con il padre Alberto dell'Orso fu molto attivo nella politica interna cittadina e nel 1274 riuscì a sconfiggere la fazione dei ghibellini, capeggiati dalla famiglia Lambertazzi facendo esiliare i suoi capi.
Ricoprì numerosi incarichi politici e subì a sua volta l'esilio due volte (1287 e 1289). Fu sempre favorevole agli Este, marchesi di Ferrara, accondiscendendo alle loro mire su Bologna sperando di poterne ottenere favori politici. Nel 1294 fece sposare suo figlio Lambertino con la figlia del Marchese Azzo VIII d'Este, Costanza.
Dopo aver ricoperto la carica di podestà in varie città, nel 1301, già parecchio anziano, venne di nuovo esiliato e morì forse nel 1302 o nel 1303.

## Personaggio

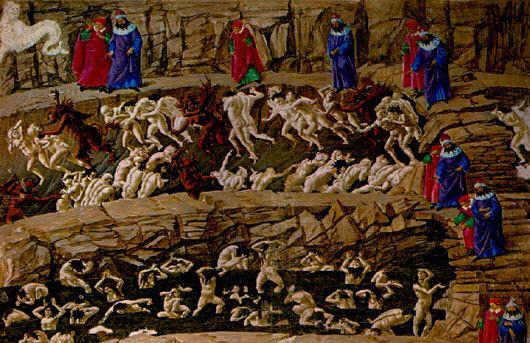
Sandro Botticelli, Malebolge - Disegni per la Divina Commedia

Egli è citato da Dante Alighieri nell'Inferno (XVIII, vv. 48-66) tra i ruffiani, costretto a girare in eterno in una bolgia tra i fraudolenti sotto le scudisciate dei demòni cornuti:
ch'io dissi: «O tu che l'occhio a terra gette,
se le fazion che porti non son false,
Venedico se' tu Caccianemico.
Ma che ti mena a sì pungenti salse?»
Dante allude a una sconcia novella che doveva all'epoca essere molto conosciuta sebbene non se ne trovi tracce in fonti d'archivio anteriori a Dante (forse anche per l'importanza di Venedico). Con una certa infamia verso il suo personaggio (che nel poema cerca di nascondere la sua faccia per non venire riconosciuto), Dante narra del mercimonio di sua sorella Ghisolabella condotta a far la voglia del marchese. Il Marchese è sicuramente quello di Ferrara, dal quale Venedico cercava in tutti i modi di ottenere favori, ma non è chiaro se si trattasse di Obizzo II d'Este o di Azzo VIII. Dante, che immagina di compiere il suo viaggio nell'Oltretomba nella primavera del 1300, non era a conoscenza che allora Venedico era ancora vivo e sarebbe morto solo alcuni anni dopo.
Dante gli fa anche pronunciare una cruda invettiva contro i bolognesi dall'"avaro seno", secondo la quale essi sarebbero più numerosi nella bolgia dei ruffiani che nel mondo dei vivi. L'accusa di Dante è particolarmente coraggiosa se si pensa che quando scriveva la Divina Commedia era un esule e che inimicarsi una città che l'avrebbe potuto ospitare come Bologna non era certo una scelta facile.